# Udo im Lahngau
Udo (860 bis 879 bezeugt) war Graf im Lahngau. Er war der Sohn des Grafen Gebhard und somit ein Angehöriger der Familie der Konradiner. In einer Urkunde aus dem Jahr 861 werden er und seine Brüder als propinqui (nahe Verwandte) des Seneschalls Adalhard bezeichnet.
Obwohl sein Vater ein gutes Verhältnis zu König Ludwig dem Deutschen hatte, nahmen Udo und seine Brüder an einer Verschwörung gegen den König teil, die zur Folge hatte, dass sie zu Karl dem Kahlen ins Westfrankenreich flohen: König Ludwig nahm ihnen auf dem Reichstag zu Regensburg Ämter und Lehen, woraufhin sie sich ins Lotharii Regnum zu ihrem Verwandten Adalhard begaben, bis ein Bündnis zwischen Ludwig und Lothar II. die Brüder und auch Adalhard zwang, das Mittelreich zu verlassen; da Adalhard der Onkel mütterlicherseits der westfränkischen Königin Irmentrud war, konnte er seine Verwandten sicher an den westfränkischen Hof geleiten, wo sie von Karl dem Kahlen mit Gütern und Lehen ausgestattet wurden. Im Jahr 865 verloren Adalhard und mit ihm seine Verwandten jedoch die Gunst des Königs, vermutlich wegen Fehlleistungen im Kampf gegen die Normannen. Erst Ludwig der Jüngere, der Sohn Ludwigs des Deutschen, trat mit den ins Westfrankenreich geflohenen Brüdern in Verbindung und versprach ihnen die Wiedereinsetzung in Ämter und Lehen.
Ludwig der Deutsche starb 876 und Ludwig der Jüngere machte seine Zusagen offenbar wahr, da im Jahr 879 Udo und seine Brüder ebenso wie ihr Vater im Zusammenhang mit dem Gründungsbrief für das Stift St. Severus in Kettenbach/Gemünden im Westerwald im Ostfrankenreich, allerdings auch letztmals, erwähnt werden.
Donald C. Jackman und Johannes Fried nehmen an, dass Graf Odo von Orléans Udos Großvater väterlicherseits war. Dies macht aus der Königin Irmentrud, die sicher eine Tochter Odos war, eine Tante Udos (und seiner Brüder) und aus Adalhard deren Großonkel als Bruder von Udos Großmutter Ingeltrud, wodurch die Bezeichnung propinquus und Udos Aufnahme am westfränkischen Hof erklärt werden.
In der Forschung wird außerdem angenommen, dass Udo mit einer namentlich nicht bekannten Tochter des Grafen Konrad I. von Auxerre verheiratet war, wodurch er einen zentralen Platz im Verwandtschaftsgefüge (nicht nur) am westfränkischen Hof erlangte: er war nun
- Schwager von Hugo Abbas,
- Schwiegersohn von Adelheid von Tours, der zweiten Ehefrau Roberts des Tapferen und Mutter des späteren Königs Robert I. aus dieser Ehe.
- angeheirateter Neffe der Königin Hemma, der Ehefrau Ludwigs des Deutschen.

Durch diese Ehe wird zudem deutlich, wie die welfischen Leitnamen Konrad und Rudolf auf Udos Familie übergingen, in der der Name Konrad schließlich sogar zur Bezeichnung für die Familie selbst und zum Königsnamen im Ostfrankenreich und Heiligen Römischen Reich wurde.
Udos Söhne sind:
- Konrad der Ältere, † 906, Graf im Oberlahngau etc.
- Eberhard, † 902/903, Graf im Niederlahngau
- Gebhard, † 910, 903 Dux regni in Lothringen
- Rudolf, † 908, 892 bis 908 Bischof von Würzburg